# Карл Георг Теодор Кочі
Карл Георг Теодор Кочі або Теодор Кочі (нім. Carl Georg Theodor Kotschy або нім. Theodor Kotschy, або нім. Karl Georg Theodor Kotschy, 15 квітня 1813 — 11 червня 1866) — австрійський ботанік.

## Біографія
Теодор Кочі народився у місті Устронь 15 квітня 1813 року.
З 1836 до 1862 року він проводив ботанічні дослідження на Близькому Сході та у Північній Африці, під час яких зібрав понад 300 тисяч ботанічних зразків. Починаючи з 1836, він супроводжував геолога Джозефа Рассеггера (1802—1863) у науковій експедиції у Кілікію та Сирію, згодом у Нубію та Сеннар. Після розпуску експедиції він залишився у Єгипті.
Пізніше він вирушив до Кордофана (1839), на Кіпр, у Сирію, Месопотамію та Курдистан (1840-41); та протягом 1842-43 років він здійснив експедицію у Персію. Згодом він провів ботанічні дослідження у Єгипті, Палестині та Лівані (1855); а також на Кіпрі, у Малій Азії та Курдистані (1859). У 1862 році він провів додаткові ботанічні дослідження на Кіпрі та у Сирії.
Теодор Кочі помер у Відні 11 червня 1866 року.

## Наукова діяльність
Теодор Кочі спеціалізувався на мохоподібних та на насіннєвих рослинах.

## Почесті
На честь Теодора Кочі названо рід рослин Kotschya родини Fabaceae, ситник Кочі (Juncus kotschyi Boiss.) з родини ситникові, а також ящірку «Гекон середземноморський» (Cyrtopodion kotschyi).

## Наукові праці
- Abbildungen und Beschreibungen neuer und seltener Thiere und Pflanzen, in Syrien und im westlichen Taurus gesammelt. 1843.
- Analecta botanica (zusammen mit Heinrich Wilhelm Schott und Carl Frederik Nyman). 1854.
- Coniferen des Cilicischen Taurus (zusammen mit Franz Antoine). 1855.
- Die Eichen Europas und des Orients. 1858—1862.
- Plantae Tinneanae. 1867.